# Математические обозначения
Математи́ческие обозначе́ния («язык математики») — графическая система обозначений, служащая для изложения абстрактных математических идей и суждений в человеко-читаемой форме. Составляет (по своей сложности и разнообразию) значительную долю неречевых знаковых систем, применяемых человечеством. В данной статье описывается общепринятая международная система обозначений, хотя различные культуры прошлого имели свои собственные, и некоторые из них даже имеют ограниченное применение до сих пор.
Отметим, что математические обозначения, как правило, применяются совместно с письменной формой какого-то из естественных языков.
Помимо фундаментальной и прикладной математики, математические обозначения имеют широкое применение в физике, а также (в неполном своём объёме) в инженерии, информатике, экономике, и других областях человеческой деятельности, в которых  применяются математические модели. Различия между собственно математическим и прикладным стилем обозначений будут оговорены по ходу текста.

## Общие сведения
Система складывалась, наподобие естественных языков, исторически (см. история математических обозначений), и организована наподобие письменности естественных языков, заимствуя оттуда также многие символы (прежде всего, из латинского и греческого алфавитов). Символы, также как и в обычной письменности, изображаются контрастными линиями на равномерном фоне (чёрные на белой бумаге, светлые на тёмной доске, контрастные на мониторе и т. д.), и значение их определяется в первую очередь формой и взаимным расположением. Цвет во внимание не принимается и обычно не используется, но, при использовании букв, такие их характеристики как начертание и даже гарнитура, не влияющие на смысл в обычной письменности, в математических обозначениях могут играть смыслоразличающую роль.

### Структура
Обыкновенные математические обозначения (в частности, так называемые математические формулы) пишутся в общем в строку слева направо, однако не обязательно составляют последовательную строку символов. Отдельные блоки символов могут располагаться в верхней или нижней половине строки, даже в случае, когда символы не перекрываются вертикалями. Также, некоторые части располагаются целиком выше или ниже строки. С грамматической же стороны почти любую «формулу» можно считать иерархически организованной структурой типа дерева.

### Стандартизация
Математические обозначения представляют систему в смысле взаимосвязи своих компонент, но, в целом, не составляют формальную систему (в понимании самой математики). Они, в сколь-нибудь сложном случае, не могут быть даже разобраны программно. Как и любой естественный язык, «язык математики» полон несогласованных обозначений, омографов, различных (в среде своих носителей) трактовок того, что́ считать правильным и т. п. Нет даже сколь-нибудь обозримого алфавита математических символов, и в частности оттого, что не всегда однозначно решается вопрос, считать ли два обозначения разными символами или же разными написаниями одного символа.
Некоторая часть математических обозначений (в основном, связанная с измерениями) стандартизована в ISO 31-11, однако в целом стандартизация обозначений скорее отсутствует.

## Элементы математических обозначений

### Числа
Для записи целых чисел как правило применяется десятичная система счисления с арабскими цифрами. Подряд записанная строка цифр интерпретируется как число; возможные исключения оговорены ниже.
При необходимости применить систему счисления с основанием, меньшим десяти, основание записывается в нижний индекс: 200038. Системы счисления с основаниями, бо́льшими десяти, в общепринятой математической записи не применяются (хотя, разумеется, изучаются самой наукой), поскольку для них не хватает цифр. В связи с развитием информатики, стала актуальной шестнадцатеричная система счисления, в которой цифры от 10 до 15 обозначаются первыми шестью латинскими буквами от A до F. Для обозначения таких чисел в информатике используется несколько разных подходов, но в математику они не перенесены.
Десятичная дробь употребляется для обозначения вещественных чисел в прикладных областях (означая, как правило, приближённое значение, что особо не оговаривается).
В математике, если нецелое рациональное число оказалось кратным отрицательной степени десяти, то оно также может быть записано десятичной дробью.
Вид разделителя целой и дробной частей (точка или запятая) зависит от традиции, принятой в используемом языке.
В приложениях очень большие или очень малые (по абсолютной величине)
часто записываются в экспоненциальной записи: {\displaystyle 1{,}6\cdot 10^{3}}. Иногда (особенно вычислители) вместо «умножить на десять в степени» пишут букву «E», то есть {\displaystyle 1{,}6\cdot 10^{3}=1{,}6E3}, но в большинстве областей (включая «чистую» математику) такая запись не употребляется.
Математика же стремится более к точности, чем к лёгкости обозначений, и поэтому нужное число по мере возможности будет записано в виде выражения, нежели приближённо.

### Атомарные символы
Из буквенных символов употребляются, в основном, латинские и греческие буквы. Регистр важен. Латинские буквы «I» (прописное «и») и «l» (строчное «эл») в прямом начертании пишутся с засечками, дабы не путались с вертикальной чертой «|» и друг с другом, и вообще стремятся использовать начертания, как можно меньше похожие на другие используемые символы. Готические буквы считаются отдельными буквами.
В принципе, никаких ограничений на используемые алфавиты нет.
Также можно считать атомарными слова, записанные латинскими буквами, — общепринятые обозначения некоторых функций и операторов, например «log» (на письме они не разбиваются пробелами, не переносятся и т. д.); см. список математических аббревиатур. Такие слова записываются прямым (не курсивным) шрифтом строчными буквами (за исключением, возможно, первой буквы, которая может быть прописной). Существуют также диграфы, состоящие из нелатинских символов.
Не стоит использовать символы вроде «Ȉ» (английское «ай» с точками), так как подобные символы могут быть легко перепутаны с производными (см. ниже).

### Скобки, подобные им символы и разделители
Круглые скобки «()» используются:
- для группировки (то есть, для указания последовательности операций) (подробнее см. в статье о приоритете операций);
- в синтаксисе функций;
- в других случаях.

Квадратные скобки «[]» нередко применяются в значении группировки, когда приходится использовать много пар скобок. В таком случае они ставятся снаружи и (при аккуратной типографике) имеют бо́льшую высоту, чем скобки, стоя́щие внутри.
Квадратные «[]» и круглые «()» скобки используются при обозначении закрытых и открытых промежутков соответственно.
Фигурные скобки «{}» используются, как правило, для определения множеств, хотя в отношении них справедлива та же оговорка, что и для квадратных скобок. Левая "{" и правая «}» скобки могут использоваться по отдельности; их назначение описано ниже.
Символы угловых скобок «{\displaystyle \langle \;\rangle }» при аккуратной типографике должны иметь тупые углы и тем отличаться от схожих символов неравенства, имеющих прямой или острый угол. На практике же на это не следует надеяться (особенно, при ручной записи формул) и различать их приходится при помощи интуиции.
Часто используются пары симметричных (относительно вертикальной оси) символов, в том числе и отличных от перечисленных, для выделения куска формулы. Назначение парных скобок описано ниже.
Запятая ", " используется в качестве разделителя. При применении запятой, как разделителя в десятичной дроби (например, в русской традиции), пробелы вокруг запятой не ставятся. Во всех иных случаях (например, при применении запятой, как разделителя аргументов функции) справа от запятой делается небольшой пробел, слева же пробел обычно не ставится.
Двоякую роль играет символ вертикальной черты «|». В зависимости от контекста, он может являться как скобкой (например, абсолютная величина {\displaystyle |x|}, определитель матрицы {\displaystyle |M|}), так и разделителем в различных конструкциях или же обозначением начала/конца матрицы.

### Индексы
В зависимости от расположения различают верхние и нижние индексы.
Верхний индекс может означать (но необязательно означает) возведение в степень, об остальных случаях использования см. ниже.
В отличие от обыкновенной типографики, в математике нередко в качестве «индекса» выступает целое выражение, нередко содержащие дроби и собственные индексы, что приводит к измельчению символов и вообще немало усложняет визуальное распознавание формул.

### Взаимное расположение символов
Итак, основные модели расположения символов:
- в строку;
- в несколько связанных строк (см. пример);
- внутри скобок (возможны случаи расположения как в один ряд, так и в несколько);
- строка символов сверху или снизу от расположенного в строке символа (обычно увеличенного размера);
- строка символов меньшей высоты (кегля) пишется справа вверху или справа внизу от символа большей высоты (см. выше);
- две подстроки друг над другом, разделённые горизонтальным прямым отрезком — значение см. в этой статье).

## Синтаксис

### Константы
Константы — величины, фиксированные уже на момент записи формулы, в частности числовые.
О записи целых чисел было сказано выше, однако если оно содержит слишком много цифр, то может быть представлено в виде арифметического выражения, например, {\displaystyle 2^{127}-1}.
Если записываемое число заведомо является рациональным, то в математике в подавляющем большинстве случаев оно будет записано точно, то есть, как правило, в виде простой дроби (если число нецело).
Алгебраическое число, при возможности, будет записано через корни.
Аналогично, любое другое число может быть записано в виде выражения, дающего его точное значение.
Комплексное число может быть записано как {\displaystyle a+ib}, где a и b — вещественные константы, но может быть применена запись через аргумент и модуль комплексного числа.
При необходимости вокруг записи константы ставятся скобки, и, в общем, запись констант в виде выражений в чистой математике ничем не отличается от записи любых иных выражений.
Ряд математических констант имеют буквенные именные обозначения — см. число Пи ({\displaystyle \pi }), число Эйлера e и ряд других. В науках, использующих математический аппарат, существует множество своих именованных и обозначаемых буквами констант. Например, см. Фундаментальные физические постоянные.

### Переменные
В науках встречаются наборы величин, и любая из них может принимать или набор значений и называться переменной величиной (вариантой), или только одно значение и называться константой. В математике от физического смысла величины часто отвлекаются, и тогда переменная величина превращается в отвлечённую (или числовую) переменную, обозначаемую каким-нибудь символом, не занятым специальными обозначениями, о которых было сказано выше.
Переменная X считается заданной, если указано множество принимаемых ею значений {x}. Постоянную же величину удобно рассматривать как переменную, у которой соответствующее множество {x} состоит из одного элемента.

### Функции и операторы
В математике не усматривается существенного различия между оператором (унарным), отображением и функцией.
Однако подразумеваются, что если для записи значения отображения от заданных аргументов необходимо указывать круглые скобки, то символ этого отображения обозначает функцию, в иных случаях скорее говорят об операторе. Символы некоторых функций одного аргумента употребляются и со скобками и без. Многие элементарные функции, например {\displaystyle \sin x} или {\displaystyle \sin(x)}, но элементарные функции всегда называются функциями.

#### Операторы и отношения (унарные и бинарные)
Бинарные операторы и отношения записываются в инфиксной форме, если для них не применяется синтаксис функций.
Унарные операторы записываются как попало; в алгебре же обычно знак оператора ставится слева от аргумента (префиксная запись).
Оператор дифференцирования записывается штрихом {\displaystyle f'} (обычно подразумевается дифференцирование по переменной x или просто по единственному аргументу функции) или точкой наверху {\displaystyle {\dot {f}}} (обычно подразумевается дифференцирование по переменной t — времени).
Об использовании арифметических операций и элементарных, а также некоторых иных «стандартных» функций см. статью «математическая формула».

#### Функции
Функция может упоминаться в двух смыслах: как выражение её значения при заданных аргументах (пишется {\displaystyle f(x),\ f(x,y)} и т. п.) или собственно как функция.
В последнем случае ставится только символ функции, без скобок (хотя зачастую пишут как попало).
Имеется много обозначений общепринятых функций, используемых в математических работах без дополнительных пояснений.
В противном случае функцию надо как-то описывать и в фундаментальной математике она принципиально не отличается от переменной и точно также обозначается произвольной буквой.
Для обозначения функций-переменных наиболее популярна буква f, также часто применяются g и большинство греческих.

### Предопределённые (зарезервированные) обозначения
Однако однобуквенным обозначениям может быть, при желании, придан другой смысл. Например, буква i часто используется как обозначение индекса в контексте, где комплексные числа не применяются, а буква π может быть использована как переменная, например, в комбинаторике.
Также символы теории множеств (такие как «{\displaystyle \subset }» и «{\displaystyle \supset }») и исчисления высказываний (такие как «{\displaystyle \wedge }» и «{\displaystyle \vee }») могут быть использованы в другом смысле, обычно как отношение порядка и бинарные операции соответственно.

### Индексирование
Индексирование графически изображается индексами (обычно нижними, иногда и верхними) и является, в некоторым смысле, способом расширить информационное наполнение переменной. Однако, употребляется оно в трёх несколько различных (хотя и перекрывающихся) смыслах.

#### Собственно номера
Можно иметь несколько разных переменных, обозначая их одной буквой, аналогично использованию надстрочных знаков. Например: {\displaystyle x_{1},\ x_{2},\ x_{3}\ldots }.
Обычно они связаны какой-то общностью, но вообще это не обязательно.
Более того, в качестве «индексов» можно использовать не только числа, но и любые символы. Однако, когда в виде индекса пишется другая переменная и выражение, данная запись интерпретируется как «переменная с номером, определяемым значением индексного выражения».

#### В тензорном анализе
В линейной алгебре, тензорном анализе, дифференциальной геометрии с индексами (в виде переменных) записываются тензорные величины, причём их количество обозначает ранг тензора. Также употребляются и верхние индексы.
В записи произведения тензорных величин интерпретация зависит от совпадения используемых индексных переменных. Если они все различны, то подразумевается тензорное произведение. Если одна переменная встречается дважды (например: {\displaystyle A_{l}^{k}B_{m}^{l}}), то по ней проводится свёртка. Возможна также запись типа {\displaystyle A_{k}^{k}} — след матрицы.
Данное обозначение традиционно называют «суммированием по повторяющимся индексам», поскольку в фиксированном базисе именно так и выглядит.

### Конструкции с использованием зеркальных (парных) символов
Значения скобкообразных конструкций, отличные от указания последовательности операций (группировки).
В случае многих аргументов (более одного) символом разделителя является запятая «,», если не оговорено иное.
Круглые скобки «()»:
- скалярное произведение (2 аргумента);
- упорядоченная пара (2 аргумента) и т. д. (больше аргументов).

Квадратные скобки «[]»:
- коммутатор (2 аргумента) и подобные операции.

При отсутствии специальных символов скобки «{\displaystyle \lfloor \ \rfloor }» могут использоваться для обозначения целой части числа.
Фигурные скобки «{}»:
- множества (произвольное количество аргументов через запятую, или же «{выражение| условие}»);
- антикоммутатор (2 аргумента).

Угловые скобки «〈〉»:
- бра и кет (2 или 3 аргумента; разделитель — вертикальная черта «|»), эрмитова форма (2 аргумента);
- кортеж (в математической логике и т. п.; аргументов сколько угодно, хоть 0).

Палки "||" и двойные палки «{\displaystyle ||\ ||}»:
- абсолютная величина («модуль»), норма (1 аргумент).

### Множества и классы
Множество или класс может быть обозначено, как и другие объекты, в виде предопределённого обозначения, переменной (атомарным символом), в виде результата операции над множествами и т. п. Когда требуется построить множество или класс, используется конструкция «{\displaystyle \{}выражение{\displaystyle \mid }условие{\displaystyle \}}», обозначающее множество всех значений выражения, для которых условие истинно. Переменные, используемые внутри данного выражения, могут быть локальными.
Допустима также запись «{\displaystyle \{x\in M\mid }условие{\displaystyle \}}», где
- x — локальная переменная (значения которой формируют искомое множество);
- M — некоторое заранее определённое множество, которое переменная x пробегает.

Множество или класс можно записать и как перечисление: «{элемент}», «{элемент, элемент}», «{элемент, элемент, элемент}» и т. п.
Символы, обозначающие операции над множествами, описаны в статье «Операции над множествами».

### Конструкции математической логики

#### Логические связки
Для записи логических выражений, составляемых из значений предикатов, бинарных отношений и т. п., используются логические связки. Бинарные связки записываются в инфиксной форме. Общеприняты:
- конъюнкция «&» (также «{\displaystyle \wedge }», особенно в булевой логике);
- дизъюнкция «{\displaystyle \vee }» (символ «|», в отличие от программирования, в данном значении не употребляется);
- импликация: «{\displaystyle \Rightarrow }» (как содержательное утверждение), «→» (суждение формальной теории); в случае, когда против обыкновения посылка стоит справа, а следствие — слева, направление стрелки меняется: «{\displaystyle \Leftarrow }», «{\displaystyle \leftarrow }»;
- отрицание «¬» (унарная связка, употребляемая в префиксной форме; многие символы бинарных отношений, особенно символ равенства и символ порядка, имеют разновидность со встроенным отрицанием, получаемым обычно перечёркиванием символа).

Пропозициональные константы, а также другие виды логических связок, общепринятых обозначений не имеют (кроме, возможно, области, собственно, математической логики).

#### «И» и «или» при записи уравнений
Та же самая конъюнкция при записи т. н. системы уравнений обычно обозначается непарной открывающейся фигурной скобкой "{".
Аналогично, дизъюнкция может обозначаться непарной открывающейся квадратной скобкой "[".
Также существует конструкция, аналогичная тернарной условной операции в некоторых языках программирования:
{\displaystyle \vartheta (x)={\begin{cases}0,&x<0\\1,&x\geqslant 0\end{cases}}}

#### Кванторы
- Квантор всеобщности «∀» (при записи тождеств часто опускается и подразумевается по всем переменным)
- Квантор существования «∃», существует также форма со встроенным отрицанием «{\displaystyle \not \exists }».
- Существование и единственность «∃!» (диграф).

## Перевод в неграфическую форму

### Электронное кодирование
Наиболее распространённой системой электронного кодирования является TeX и его расширения.